# Ville Nousiainen
Pour les articles homonymes, voir Nousiainen.
Ville Nousiainen, né le 5 décembre 1983 à Kouvola, est un fondeur finlandais, spécialiste des épreuves de distance. Il remporte notamment deux médailles de bronze aux Championnats du monde 2009 dans des épreuves par équipes.

## Biographie

### Carrière sportive
Membre du club de sa ville natale Kouvola, Ville Nousiainen fait ses débuts internationaux aux Championnats du monde junior 2002, puis obtient un top dix (7e) aux Championnats du monde junior 2003. En mars 2003, il a la chance de concourir à une manche de la Coupe du monde en Finlande à Lahti. Lors de la saison 2004-2005, il est essentiellement actif dans la Coupe de Scandinavie, y montant sur deux podiums. Finalement, il marque ses premiers points en Coupe du monde à Kuusamo en novembre 2005. Plus tard dans l'hiver, il est présent pour ses premiers jeux olympiques à Turin, où sa seule course (cinquante kilomètres) se solde par un abandon, signifiant aussi une fin de saison. En 2006-2007, il montre des progrès, intégrant le top dix pour la première fois à Davos avec une sixième position au quinze kilomètres libre.
Il est propulsé au haut des classements en fin d'année 2007, où il finit deuxième du trente kilomètres de Rybinsk derrière Tor Arne Hetland, pour son premier podium en Coupe du monde. Quelques semaines plus tard, il est troisième du quinze kilomètres classique à Otepää, montant sur son deuxième et dernier podium individuel à ce niveau. Il enchaîne par un podium au sprint par équipes de Liberec.
L'hiver suivant, Nousiainen ne parvient pas à finir dans le top dix en Coupe du monde, mais récolte deux médailles de bronze aux Championnats du monde de Liberec, sur le relais et le sprint par équipes avec Sami Jauhojärvi, ses deux seuls podiums en grand championnat. Aux Jeux olympiques d'hiver de 2010, il est notamment treizième du quinze kilomètres libre et cinquième du relais.
Aux Championnats du monde 2011 à Oslo, il arrive huitième du quinze kilomètres classique, établissant son meilleur résultat individuel en mondial.
Aux Jeux olympiques d'hiver de 2014, pour sa troisième participation, il se classe 24e du sprint et 28e du quinze kilomètres.
En 2018, il prend sa retraite sportive.

### Vie privée
Ville Nousiainen s'est marié à la fondeuse Mona-Liisa Nousiainen et ont eu une fille en 2010. Sa femme meurt en 2019 d'un cancer.

## Palmarès

### Jeux olympiques d'hiver
| Épreuve / Édition | Sprint                           | Sprint                           | 15 km                            | 15 km                            | Poursuite / Skiathlon 2 × 15 km | 50 km | Relais | Relais    |
| Épreuve / Édition | libre                            | classique                        | libre                            | classique                        | Poursuite / Skiathlon 2 × 15 km | 50 km | Sprint | 4 × 10 km |
| JO 2006 Turin     | —                                | Épreuve inexistante à cette date | Épreuve inexistante à cette date | —                                | —                               | Ab.   | —      | —         |
| JO 2010 Vancouver | Épreuve inexistante à cette date | —                                | 13e                              | Épreuve inexistante à cette date | Ab.                             | 37e   | 10e    | 5e        |
| JO 2014 Sotchi    | 24e                              | Épreuve inexistante à cette date | Épreuve inexistante à cette date | 28e                              | —                               | —     | —      | —         |

### Championnats du monde
| Épreuve / Édition     | Épreuve / Édition     | Sapporo 2007 | Liberec 2009 | Oslo 2011 | Val di Fiemme 2013 | Falun 2015 | Lahti 2017 |
| Sprint par équipes    | Sprint par équipes    | 11e          | Bronze       | 5e        |                    | 5e         |            |
| 15 km                 | Classique             |              | Abandon      | 8e        |                    |            |            |
| 15 km                 | Libre                 | 18e          |              |           | 26e                | 22e        |            |
| Skiathlon (poursuite) | Skiathlon (poursuite) | 24e          | 18e          |           |                    |            | 36e        |
| 50 km                 | Classique             | 10e          |              |           |                    |            |            |
| 50 km                 | Libre                 |              | 26e          | 26e       |                    |            |            |
| Relais 4 × 10 km      | Relais 4 × 10 km      | 6e           | Bronze       | 4e        | 5e                 | 8e         |            |

### Coupe du monde
- Meilleur classement général : 17e en 2008.
- 3 podiums :
  - 2 podiums en épreuve individuelle : 1 deuxième place et 1 troisième place.
  - 1 podium en épreuve par équipes : 1 deuxième place.

#### Classements par saison
| Saison    | Classement général final | Classement distance | Classement sprint |
| 2005-2006 | 153e                     | 111e                |                   |
| 2006-2007 | 45e                      | 31e                 |                   |
| 2007-2008 | 17e                      | 10e                 | 55e               |
| 2008-2009 | 139e                     | 86e                 |                   |
| 2009-2010 | 37e                      | 36e                 | 58e               |
| 2010-2011 | 58e                      | 42e                 | 52e               |
| 2011-2012 | 83e                      | 60e                 | 94e               |
| 2013-2014 | 47e                      | 39e                 | 69e               |
| 2014-2015 | 77e                      | 53e                 | 84e               |
| 2015-2016 | 151e                     | 96e                 |                   |
| 2016-2017 | 139e                     | 96e                 |                   |
| 2017-2018 | 151e                     | 100e                |                   |

### Coupe de Scandinavie
- 3 podiums.

### Championnats de Finlande
- 2 titres en 2010 : poursuite et cinquante kilomètres classique.
- 2 titres en 2013 : dix kilomètres classique et cinquante kilomètres libre.